# كيو كيو
تينسنت كيو كيو (بالإنجليزية: Tencent QQ)‏ (بالصينية: 腾讯QQ)، والمعروفة أيضًا باسم كيو كيو، هي خدمة برمجيات رسائل فورية وبوابة ويب تم تطويرها بواسطة شركة تينسنت الصينية العملاقة للتكنولوجيا. تقدم كيو كيو خدمات توفر الألعاب الاجتماعية عبر الإنترنت والموسيقى والتسوق والمدونات الصغيرة والأفلام وبرامج الدردشة الجماعية والصوتية. إنه الموقع الخامس الأكثر زيارة في العالم، وفقًا لأليكسا إنترنت. اعتبارًا من أبريل 2014، تم تسجيل أكثر من 200 مليون مستخدم كيو كيو متزامن عبر الإنترنت. في نهاية يونيو 2016، كان هناك 899 مليون حساب كيو كيو نشط.

## إصدارات مستقرة
| كيو كيو 9.3.2                   | 15 أبريل 2020  | ويندوز إكس بي، فستا، 7، 8، 8.1، 10 |
| كيو كيو ماك (محلي/دولي) 6.6.3   | 29 أبريل 2020  | ماك أو إس                          |
| كيو كيو دولي 2.11               | 22 يناير 2014  | ويندوز إكس بي، فستا، 7، 8، 8.1     |
| كيو كيو للأندرويد 8.3.5         | أبريل27, 2020  | هواتف أندرويد                      |
| كيو كيو الدولية للأندرويد 5.1.2 | 26 ديسمبر 2016 | هواتف أندرويد                      |
| كيو كيو 8.3.5                   | 28 أبريل 2020  | آي أو إس (آيفون، آي بود تاتش)      |
| كيو كيو فيديو عالي الوضوح 7.2.1 | 4 مايو 2018    | آي أو إس (آي باد)                  |
| كيو كيو ويندوز فون 5.4          | 3 مايو 2017    | WP10                               |

## تاريخ
تم إصدار تينسنت كيو كيو لأول مرة في الصين في فبراير 1999 تحت اسم OICQ («آي سي كيو المفتوح»، في إشارة إلى خدمة التراسل الفوري المبكرة آي سي كيو).
بعد التهديد بدعوى انتهاك العلامة التجارية من قبل آي سي كيو المملوك لإيه أو إل، تم تغيير اسم المنتج إلى كيو كيو (مع استخدام «كيو» و«كيو كيو» للإشارة إلى «جذاب»). ورث البرنامج الوظائف الحالية من آي سي كيو، وميزات إضافية مثل أشكال البرامج، وصور الأشخاص، والرموز التعبيرية.[بحاجة لمصدر] تم إصدار كيو كيو لأول مرة كخدمة اتصالات في الوقت الفعلي «لترحيل الشبكة». تمت إضافة ميزات أخرى لاحقًا، مثل غرف الدردشة والألعاب والصور الرمزية الشخصية (على غرار «ميجو» في إم إس إن) والتخزين عبر الإنترنت وخدمات المواعدة عبر الإنترنت.
يعمل العميل الرسمي على مايكروسوفت ويندوز وتم إطلاق إصدار تجريبي عام لنظام التشغيل ماك أو إس X الإصدار 10.4.9 أو أحدث. سابقًا، كان هناك نسختان من الويب، ويب كيو كيو (النسخة الكاملة) وميني ويب كيو كيو (النسخة الخفيفة)، والتي تستخدم أجاكس، كانت متاحة. ومع ذلك، فقد توقف تطوير ميني ويب كيو كيو ودعمها وتوافرها. في 31 يوليو 2008، أصدرت تينسنت عميلًا رسميًا لنظام لينكس، لكن هذا لم يتم جعله متوافقًا مع إصدار ويندوز ليس قادرًا على الدردشة الصوتية.
استجابة للمنافسة مع برامج المراسلة الفورية الأخرى، مثل ويندوز لايف ماسنجر، أصدرت تينسنت ماسنجر، والذي يستهدف الشركات.
تحمل تينسنت كيو كيو الرقم القياسي العالمي لموسوعة غينيس لأكبر عدد من المستخدمين المتزامنين عبر الإنترنت في برنامج مراسلة فورية مع 210.212.085 مستخدمًا عبر الإنترنت في 3 يوليو 2014.

### عضوية
في عام 2002، أوقفت تينسنت تسجيل عضويتها المجاني، مما يتطلب من جميع الأعضاء الجدد دفع رسوم. في عام 2003، تم عكس هذا القرار بسبب الضغط من خدمات المراسلة الفورية الأخرى مثل ويندوز لايف ماسنجر وسينا. تقدم تينسنت حاليًا خطة عضوية متميزة، حيث يتمتع الأعضاء المميزون بميزات مثل كيو كيو موبايل وتنزيلات نغمات الرنين وإرسال/استقبال الرسائل القصيرة. بالإضافة إلى ذلك، تقدم تينسنت عضويات على مستوى «ألماس».
حاليًا، هناك سبعة مخططات ألماس المتاحة:
- الأحمر لخدمة كيو كيو شو التي تتميز ببعض القدرات السطحية مثل وجود اسم حساب ملون.
- الأصفر للحصول على مساحة تخزين إضافية وزخارف في كيو زون—خدمة مدونة.
- الأزرق للحصول على قدرات خاصة في اللعب من ألعاب كيو كيو.
- الأرجواني للحصول على قدرات خاصة في الألعاب بما في ذلك كيو كيو سبيد وكيو كيو نانا وكيو كيو تانج.
- وردي لوجود تعزيزات مختلفة في لعبة تربية الحيوانات الأليفة التي تسمى كيو كيو بت.
- أخضر لاستخدام موسيقى كيو كيو—خدمة للمستخدمين لدفق الموسيقى عبر الإنترنت.
- شخص مهم جدا لامتلاكه ميزات إضافية في برنامج الدردشة مثل إزالة الإعلانات.
- أسود لاكتساب الفوائد المتعلقة بـ (لعبة زنزانة مقاتلة اون لاين)، وهي لعبة فيديو متعددة اللاعبين تفوق على الحاسوب.

## عملة كيو كيو
عملة كيو كيو هي عملة افتراضية يستخدمها مستخدمو كيو كيو لـ «شراء» العناصر ذات الصلة بكيو كيو لصورتهم الرمزية ومدونتهم. يتم الحصول على عملات كيو إما عن طريق الشراء (عملة واحدة مقابل يوان واحد) أو باستخدام خدمة الهاتف المحمول. نظرًا لشعبية كيو كيو بين الشباب في الصين، يتم قبول عملات كيو كيو من قبل البائعين عبر الإنترنت في مقابل سلع «حقيقية» مثل الهدايا الصغيرة. وقد أثار هذا مخاوف بشأن استبدال (وبالتالي «تضخيم») العملة الحقيقية في هذه المعاملات.
حاول بنك الشعب الصيني، البنك المركزي الصيني، اتخاذ إجراءات صارمة ضد عملات كيو بسبب استخدام الأشخاص لعملات كيو مقابل سلع حقيقية. ومع ذلك، فقد تسبب هذا فقط في ارتفاع قيمة عملات كيو حيث بدأ المزيد والمزيد من البائعين الخارجيين في قبولها. تدعي تينسنت أن عملة كيو كيو هي مجرد سلعة عادية، وبالتالي فهي ليست عملة.

## كيو زون
كيو زون هو موقع ويب للتواصل الاجتماعي مقره الصين تم إنشاؤه بواسطة تينسنت في 2005. كيو زون هي مدونة شخصية لمستخدمي كيو كيو. يمكن تعيينها كصفحة عامة أو صفحة صديق فقط. يمكن للمستخدمين تحميل اليوميات ومشاركة الصور.

## كيو كيو الدولية

### ويندوز
في عام 2009، بدأت كيو كيو في توسيع خدماتها دوليًا مع عميل كيو كيو الدولية لنظام التشغيل ويندوز الذي تم توزيعه من خلال بوابة مخصصة باللغة الإنجليزية.
تقدم كيو كيو الدولية للمتحدثين غير الماندرين الفرصة لاستخدام معظم ميزات نظيرتها الصينية للتواصل مع مستخدمي كيو كيو الآخرين عبر الدردشة، الصوت عبر الإنترنت، ومكالمات الفيديو، وتوفر واجهة غير لغة الماندرين للوصول إلى كيو زون، وسائل التواصل الاجتماعي الخاصة بتينسنت شبكة الاتصال. يدعم العميل الإنجليزية والفرنسية والإسبانية والألمانية والكورية واليابانية والصينية التقليدية.
إحدى الميزات الرئيسية لكيو كيو الدولية هي الترجمة الآلية الاختيارية والآلية في جميع الدردشات.

### أندرويد
تم إصدار إصدار أندرويد من كيو كيو الدولية في سبتمبر 2013. واجهة العميل باللغات الإنجليزية والفرنسية والإسبانية والألمانية والكورية واليابانية والصينية التقليدية. بالإضافة إلى الرسائل النصية، يمكن للمستخدمين إرسال الصور ومقاطع الفيديو ورسائل الوسائط الصوتية لبعضهم البعض. علاوة على ذلك، يمكن للمستخدمين مشاركة محتوى الوسائط المتعددة مع جميع جهات الاتصال من خلال واجهة كيو زون الخاصة بالعميل.
تتوفر ميزة الترجمة الحية لجميع الرسائل الواردة وتدعم ما يصل إلى 18 لغة.

### آي أو إس
تم إصدار كيو كيو الدولية لأجهزة آيفون وآي أو إس في نهاية عام 2013، وهو ما يعادل تمامًا نظيرتها التي تعمل بنظام أندرويد.

### الشراكة
في الهند، عقدت تينسنت شراكة مع إيبيبو لتقديم خدمات مثل الدردشة والبريد والألعاب إلى مجال الإنترنت الهندي المتطور.
في فيتنام، أبرمت تينسنت صفقة مع لعبة فينا لجلب بوابة كيو كيو ألعاب عارضة بالإضافة إلى كيو كيو ماسنجر كإضافة إلى مجتمعات الألعاب الفيتنامية المزدهرة بالفعل.
في الولايات المتحدة، عقدت تينسنت شراكة مع إيه أو إل لجلب ألعاب كيو كيو كمنافس في سوق الألعاب الاجتماعية في الولايات المتحدة. تم إطلاق ألعاب كيو كيو في عام 2007، وقد جاءت مرفقة مع مثبت AIM، وتنافست مع موقع games.com الخاص بإيه أو إل لتوفير تجربة ألعاب لقاعدة مستخدمي AIM.

## كيو كيو ويب
أطلقت تينسنت كيو كيو المستندة إلى الويب رسميًا في 15 سبتمبر 2009، وكان أحدث إصدار منها 3.0. فبدلاً من المراسلة الفورية المستندة إلى الويب فقط، يعمل كيو كيو ويب 3.0 بشكل أشبه بنظام التشغيل الخاص به، حيث يمكن إضافة تطبيقات الويب إليه.

### موقع الشبكة الاجتماعية
في عام 2009، أطلقت تينسنت موقع السفر («زميل دراسة»)، وهو أول موقع ويب للشبكة الاجتماعية. في منتصف عام 2010، غيرت تينسنت اتجاهها واستبدلت السفر بلدى بنغ («أصدقاء»)، في محاولة لإنشاء شبكة أكثر انتشارًا، والتي يمكن إعادة توجيه مستخدمي كيو كيو الحاليين إليها بسهولة، وبالتالي منح لدى بنغ ميزة كبيرة على منافسيها. ترتبط شبكة كيو زون الاجتماعية الخاصة بتينسنت في الإصدارات الدولية والمحلية من كيو كيو.

## عملاء مفتوح المصدر وعبر الأنظمة الأساسية
باستخدام الهندسة العكسية، أصبحت المجتمعات مفتوحة المصدر تفهم بروتوكول كيو كيو بشكل أفضل وحاولت تنفيذ مكتبات أساسية للعميل متوافقة مع عملاء أكثر سهولة في الاستخدام، وخالية من الإعلانات. معظم هؤلاء العملاء مشتركون في الأنظمة الأساسية، لذا يمكن استخدامها على أنظمة تشغيل لا يدعمها العميل الرسمي. ومع ذلك، كان لهذه التطبيقات مجموعة فرعية فقط من وظائف العميل الرسمي وبالتالي كانت محدودة في الميزات. علاوة على ذلك، قامت الشركة الأم لكيو كيو، تينسنت، بتعديل بروتوكول كيو كيو إلى الحد الذي لم يعد من الممكن دعمه من قبل معظم، وربما أي من تطبيقات الطرف الثالث التي كانت ناجحة في الماضي (بعضها هو المدرجة أدناه). اعتبارًا من عام 2009، لم يعلن أي من مطوري عملاء الجهات الخارجية عن أي خطط لاستعادة دعم كيو كيو.
- بدجن، عميل متعدد البروتوكولات مفتوح المصدر وعبر الأنظمة الأساسية، مع مكون إضافي تابع لجهة خارجية.
- أوديوم، عميل ماك أو إس مفتوح المصدر، مع مكون إضافي تابع لجهة خارجية مبني على libqq-بدجن.
- كوبيتي، عميل متعدد البروتوكولات مفتوح المصدر مصمم لكدي.
  - ملاحظة: كوبيتي والإصدارات القديمة من بدجن وأي عميل آخر يعتمد دعم كيو كيو على ليبوربل لم يعد يدعم كيو كيو اعتبارًا من مايو 2011.[37]
- ميراندا إم، عميل متعدد البروتوكولات مفتوح المصدر، مصمم لنظام مايكروسوفت ويندوز، مع البرنامج المساعد ميراندا كيو كيو2.[38]
- إيفا.

## بضائع
استفادت تينسنت من شعبية العلامة التجارية كيو كيو وأنشأت العديد من متاجر كيو-جين لبيع البضائع ذات العلامات التجارية كيو كيو مثل الحقائب والساعات والملابس بالإضافة إلى طيور البطريق.

## الخصائص ذات الصلة
- حسابات كيو هي بحتة مزيج من الأرقام. يتم اختيار أرقام الحسابات المقدمة للمستخدمين المسجلين بشكل عشوائي عن طريق تسجيل مستخدم النظام. في عام 1995، كانت حسابات كيو كيو المسجلة تتكون من 5 أرقام فقط، بينما وصلت الأرقام الرقمية المستخدمة لحسابات كيو كيو حاليًا إلى 12. يحتفظ ما هواتنغ برقم كيو كيو الأول ورقم حسابه هو 10001.
- تستمر عضوية حساب كيو كيو عادة لمدة شهر. عندما تكون هذه العضوية متأخرة ولم يتم تجديدها، سيتم إلغاء تنشيط الحساب المذكور.
- فيما يتعلق بحساب «كيو كيو العمر»، فإن تسجيل الدخول لمدة ساعتين كاملتين يعتبر يومًا كاملاً. وبالتالي، فإن تسجيل الدخول إلى كيو كيو لحوالي 700 ساعة سيجعل العمر يزيد بمقدار عام واحد. في إصدار 2012 من كيو كيو، يمكن للمستخدمين رؤية العمر على صفحة المعلومات الشخصية.
- في عام 2004، أطلقت تينسنت التسلسل الهرمي كيو كيو الذي يوضح مستوى العضو المسجل. في البداية، كان هذا التسلسل الهرمي يعتمد فقط على الساعات التي قضاها العضو في كيو كيو. ومن ثم، فكلما طالت مدة بقاء العضو، زاد المستوى الذي يمكنه التصويب. ومع ذلك، تم انتقاد هذه النتائج لأن الناس يميلون إلى إهدار الطاقة الكهربائية بسبب قضاء ساعات أطول في الموقع. لذلك، غيرت تينسنت الأساس من وحدة ساعة إلى وحدة يومية بسبب مشاركة العديد من الإدارات.

## خلافات وانتقادات

### كورال كيو كيو
يُعد كورال كيو كيو، وهو تعديل لتينسنت كيو كيو، إضافة أخرى للبرنامج، حيث يوفر وصولاً مجانيًا إلى بعض الخدمات ويحظر إعلانات تينسنت. في عام 2006، رفعت تينسنت دعوى قضائية بشأن حقوق النشر ضد تشن شوفو (المعروف أيضًا باسم سوفت)، مؤلف كورال كيو كيو، بعد أن تم الحكم على توزيعه المعدّل تينسنت كيو كيو بأنه غير قانوني. نشر تشين بعد ذلك تعديله كإضافة منفصلة. في 16 أغسطس 2007، تم اعتقال تشين مرة أخرى بزعم تحقيق أرباح من الوظيفة الإضافية لحظر الإعلانات. وأسفرت القضية عن حكم بالسجن ثلاث سنوات على شوفو.

### الخلاف مع Qihoo 360
في عام 2010، قامت شركة مكافحة الفيروسات الصينية Qihoo 360 بتحليل بروتوكول كيو كيو واتهمت كيو كيو بفحص أجهزة الحاسوب الخاصة بالمستخدمين وتحميل معلوماتهم الشخصية إلى خوادم كيو كيو دون موافقة المستخدمين. رداً على ذلك، أطلقت تينسنت على 360 برنامجًا ضارًا وحرمت المستخدمين من تثبيت وصول 360 إلى بعض خدمات كيو كيو. ووبخت وزارة الصناعة والمعلومات الصينية كلا الشركتين بسبب «المنافسة غير اللائقة» وأمرتهما بالتوصل إلى اتفاق.

### المراقبة الحكومية
انتقد بعض المراقبين امتثال كيو كيو في الرقابة والرقابة الحكومية الصينية على الإنترنت. ذكر تقرير صدر عام 2013 لمراسلون بلا حدود أن كيو كيو يسمح للسلطات بمراقبة المحادثات عبر الإنترنت من أجل الكلمات الرئيسية أو العبارات وتتبع المشاركين من خلال رقم مستخدمهم.

## جدل ادواري
تستخدم النسخة الصينية من كيو كيو الإعلانات المضمنة. تم تصنيف الإصدارات الأقدم من العميل على أنها برامج إعلانية ضارة من قبل بعض بائعي برامج مكافحة الفيروسات وبرامج مكافحة التجسس.
تم اختبار كل من النسختين الصينية والدولية من كيو كيو في عام 2013. تم تحديده حاليًا على أنه برنامج ضار بواسطة د.ويب وزيليا ونانو أنتي فيروسات وVBA32، مما يعطي نتائج إيجابية، معظمها يعرفها على أنها حصان طروادة.

## حماية
في 6 مارس 2015، سجل كيو كيو نقطتين من أصل 7 نقاط على بطاقة أداء الرسائل الآمنة لمؤسسة الحدود الإلكترونية. لقد فقد نقاطًا لأن الاتصالات ليست مشفرة من طرف إلى طرف، ولا يمكن للمستخدمين التحقق من هويات جهات الاتصال، والرسائل السابقة ليست آمنة في حالة سرقة مفاتيح التشفير (أي أن الخدمة لا توفر سرية إعادة التوجيه)، والرمز غير مفتوح للمراجعة المستقلة (أي أن الكود ليس مفتوح المصدر)، وتصميم الأمان غير موثق بشكل صحيح.

## انظر ايضاً
- قائمة المواقع الأكثر زيارة

## وصلات خارجية
- كيو كيو على موقع Google Play (الإنجليزية)
- كيو كيو على موقع Google Play (الإنجليزية)
- باللغة الصينية الموقع الرسمي
- باللغة الصينية QQ Portal
- باللغة الصينية QQ Games
- الموقع الرسمي